# Заволожье
Заволо́жье — деревня в Любанском городском поселении Тосненского района Ленинградской области.

## История
Впервые упоминается в Писцовой книге Водской пятины 1500 года как деревня Завалыжье в Ильинском Тигодском погосте Новгородского уезда.
В переписи 1710 года в Ильинском Тигодском погосте записана деревня Заволожье и усадище Заволожье помещика Гурьева.

ЗАВОЛОЖЬЕ — деревня с усадьбой Заволожского сельского общества, прихода села Коровий-Ручей.

Крестьянских дворов — 34. Строений — 98, в том числе жилых — 45. В усадьбе 17 строений из них 4 жилых.

Число жителей по семейным спискам 1879 г.: 75 м. п., 87 ж. п.; по приходским сведениям 1879 г.: 80 м. п., 88 ж. п.; В усадьбе: 1 м. п., 2 ж. п. (1884 год)

В конце XIX — начале XX века деревня административно относилась к Любанской волости 1-го стана 1-го земского участка Новгородского уезда Новгородской губернии.

ЗАВОЛОЖЬЕ — деревня Заволожского сельского общества, дворов — 49, жилых домов — 52, число жителей: 106 м. п., 121 ж. п. 

Занятия жителей — земледелие, жел. дор. служба, отхожие промыслы. Часовня, школа, хлебозапасный магазин. 

ЗАВОЛОЖЬЕ — усадьба Н. П. Пыхачева, дворов — 1, жилых домов — 4, число жителей: 8 м. п., 7 ж. п. 

Занятия жителей — хозяйство. Часовня, школа, смежна с дер. Заволожье. (1907 год)

Согласно военно-топографической карте Петроградской и Новгородской губерний издания 1917 года деревня Заволожье состояла из 23 крестьянских дворов.
С 1917 по 1927 год деревня Заволожье входила в состав Любанской волости Новгородского уезда Новгородской губернии.
Александром Боярским в деревне была построена церковь Покрова Пресвятой Богородицы (разобрана в 1925 году).
С 1927 года в составе Хоченского сельсовета Любанского района Ленинградской области.
С 1930 года в составе Тосненского района.
По данным 1933 года деревня Заволожье входила в состав Хоченского сельсовета Тосненского района.

План деревни Заволожье. 1937 год

Согласно топографической карте 1937 года деревня насчитывала 51 двор, в деревне была своя школа.
Деревня была освобождена от немецко-фашистских оккупантов 30 января 1944 года.
В 1965 году население деревни Заволожье составляло 136 человек.
По данным 1966 и 1973 годов деревня Заволожье также находилась в составе Хоченского сельсовета.
По данным 1990 года деревня Заволожье находилась в составе Сельцовского сельсовета.
В 1997 году в деревне Заволожье Сельцовской волости проживали 28 человек, в 2002 году — также 28 человек (русские — 89 %).
10 февраля 2006 года областным законом № 37 было уточнено написание наименования деревни — Заволожье (вместо Заволжье).
В 2007 году в деревне Заволожье Любанского ГП — 14.

## География
Деревня расположена в восточной части района, к юго-западу от центра поселения — города Любань на автодороге 41К-845 (Любань — Коркино).
Расстояние до административного центра поселения — 9,5 км.
Расстояние до ближайшей железнодорожной станции Любань — 7 км.
Через деревню протекает река Сичева.

## Демография
| 2007 | 2010 | 2017 |
| ---- | ---- | ---- |
| 14   | ↗15  | →15  |